# Volodymyr Semenovych Boiko
Volodymyr Semenovych Boiko (tiếng Ukraina: Володи́мир Семе́нович Бо́йко; 20 tháng 8 năm 1938 – 10 tháng 6 năm 2015) là một nhà luyện kim, doanh nhân và chính khách Ukraina. Ông từng được trao danh hiệu Anh hùng Ukraina cũng như Huân chương Công trạng. Ông là đại biểu Verkhovna Rada Ukraina từ năm 2002 đến năm 2007 và từ năm 2012 đến năm 2014.

## Đầu đời và giáo dục
Ông sinh ngày 20 tháng 8 năm 1938 tại thành phố Mariupol của Ukraina. Ông lớn lên tại Sadki. Con gái của ông, Tatiana Vladimirovna, được sinh ra trong ngôi nhà được cha mẹ của ông xây dựng. Boyko từng thừa nhận rằng tham vọng đầu tiên của ông là trở thành một thủy thủ. Ông nộp đơn vào trường hàng hải và được ghi danh vào Hải quân Liên Xô năm 1953, sau khi hoàn thành 7 khóa đào tạo tại trường số 44. [1] Sau này, ông tốt nghiệp Viện Luyện kim Mariupol năm 1970.

## Sự nghiệp
Đầu tiên, ông được tuyển dụng làm công nhân đường ống tại cửa hàng cấp nước của Nhà máy Luyện kim Zhdanov từ năm 1955 đến năm 1960. Nhà máy sau này được đổi tên thành Nhà máy Thép và Sắt Illich Mariupol. Sau đó, ông trở thành thủy thủ và làm việc trên tàu đánh cá lưới rà RT-142 trawlflot thuộc hải đoàn Glavmurmanrybprom cũng như trở thành kỹ thuật viên hệ thống ống nước tại đơn vị xây dựng Stalinshakhtostroy. Trong thời gian này từ năm 1957 đến năm 1960, ông cũng phục vụ trong hàng ngũ của lực lượng vũ trang Liên Xô. Ông được tuyển vào lực lượng Vũ trang Liên Xô theo chế độ quân dịch bắt buộc, và đóng quân tại Quân khu Leningrad. Năm 1960, ông xuất ngũ với cấp bậc trung sĩ sơ cấp và đội trưởng.
Ông đã đi từ một thợ chạm khắc kim loại lạnh vào năm 1960 để trở thành nhân viên giám sát tại doanh nghiệp cán kim loại vào năm 1971. Ông dần được thăng lên những chức vụ cao hơn trong doanh nghiệp. Ông có một thời gian giữ chức phó giám đốc sản xuất và phụ trách bộ phận sản xuất đặc biệt trước khi đảm nhận vị trí chủ doanh nghiệp cán tấm. Ông từng là phó giám đốc của công ty và quyền trưởng phòng Sản xuất và Hành chính từ năm 1983 đến năm 1990. Sau này, ông được bổ nhiệm làm phó giám đốc nhà máy sản xuất và cung ứng sản phẩm cũng như đảm nhận vị trí trưởng phòng Sản xuất và Quản lý.
Ông là tổng giám đốc của Nhà máy Thép và Sắt Illich từ năm 1990 đến năm 1997. Ông trở thành tổng giám đốc kiêm chủ tịch hội đồng quản trị của công ty sau khi doanh nghiệp được công ty hóa vào năm 1997. Bên cạnh công việc chính, ông cũng từng có một thời gian làm cố vấn cho Tổng thống Leonid Makarovych Kravchuk từ năm 1993 đến năm 1994. Ông là người nắm quyền lãnh đạo công ty trong bối cảnh cả quốc gia và nền kinh tế quốc nội bị sụp đổ. Ông không chỉ ngăn công ty phá sản mà còn đưa công ty trở nên lớn mạnh trong lĩnh vực luyện kim ở Ukraina.
Từ năm 1994 đến năm 2002, ông là đại biểu Hội đồng tỉnh Donetsk trong 2 nhiệm kỳ, đồng thời tham gia Ủy ban Các nhà xuất khẩu trực thuộc Nội các Bộ trưởng Ukraina và Ủy ban Điều phối về Chính sách nội bộ. Năm 1994, ông ủng hộ Leonid Danylovych Kuchma với tư cách thành viên của Red Directorate trong cuộc đua cho chức tổng thống. Theo Vladimir Semenovich Semyonov, ông chưa bao giờ theo đuổi nghiệp chính trị. Tuy nhiên, Tổng thống Kuchma đã thuyết phục ông tranh cử vào cơ quan lập pháp. Từ năm 2002 đến năm 2007, ông là Đại biểu Nhân dân Ukraina, đầu tiên là với tư cách đảng viên của Vì Ukraina thống nhất!, sau này là với tư cách đảng viên của Đảng Xã hội. Trong hai nhiệm kỳ đại biểu, ông đã có những đóng góp nổi bật cho đại hội về những chính sách quản lý và công nghiệp tại Verkhovna Rada.
Ông đã từng là đảng viên của nhiều đảng phái chính trị, chẳng hạn như Ukraina thống nhất và European Choice. Ông gia nhập Đảng Các khu vực vào tháng 11 năm 2003 nhưng lại rời đảng vào tháng 9 năm 2005. Sau đó, ông đã trở nên thân thiết với các nhà lập pháp của Đảng Xã hội, và dần trở thành một nhân vật ủng hộ nổi bật của đảng. Từ năm 2006 đến năm 2007, ông là Đại biểu Nhân dân với tư cách đảng viên Đảng Xã hội Ukraina khóa 5.
Sau một thời gian dài bị bệnh, ông qua đời vào ngày 10 tháng 6 năm 2015, thọ 76 tuổi. Lễ tiễn biệt ông dành cho người dân địa phương Mariupol đã diễn ra tại Cung văn hóa Karl Marx vào thứ 6, ngày 12 tháng 6 từ 9:00 đến 14:00.

## Công tác từ thiện
Ông đã nhiều lần tài trợ cho các câu lạc bộ bóng đá, các trận đấu quyền Anh cũng như tài trợ cho các sân bóng đá. Ông cũng quyên góp tiền nhằm xây dựng lại các cơ sở giáo dục, trường mầm non, cơ sở chăm sóc sức khỏe, sở cảnh sát, tòa án và văn phòng luật sư. Ông cũng tài trợ cho các công viên, đường cao tốc và sân bay.
Boyko là cố vấn của đội bóng đá của Metalurh (nay là FC Mariupol) trong những năm cuối thập niên 1990, và cùng đội đặt ra một mục tiêu lớn là được chơi tại Giải bóng đá Ngoại hạng Ukraina. Những nỗ lực của ông đã được đền đáp, khi đội bóng đã được trao quyền sử dụng một trong những khu huấn luyện bên bờ biển lớn nhất tại Ukraina vào thời điểm đó. Mariupol trở thành thành phố có địa điểm tổ chức thể thao trong nhà lớn nhất ở Ukraina vào năm 2001. Sân vận động phía Tây, nơi đội tuyển bóng đá nữ quốc gia Ukraina đã thi đấu trong mùa giải Euro 2009 đầy thành công, đã được xây dựng lại. Sân vận động Illichivets (nay là Sân vận động Volodymyr Boyko), là nơi từng diễn ra các trận đấu trong khuôn khổ UEFA Cup cũng được tu sửa và xây dựng lại.

## Đời tư
Boyko kết hôn với Claudia Alexandrovna, và có một người con gái, Tatiana Vladimirovna Potapova. Ông và gia đình sống trong một ngôi nhà giản dị.
Boyko xếp ở vị trí thứ sáu trong danh sách 130 người Ukraina giàu nhất với khối tài sản trị giá 3,15 tỷ đô la Mỹ, theo ước tính của tạp chí Fokus, được công bố vào tháng 3 năm 2008.

## Giải thưởng và ghi nhận

Tượng bán thân của Boyko năm 2019

Ông được trao huy chương vàng của Học viện WIPO năm 2006 thể hiện sự ghi nhận những đóng góp đặc biệt của ông đối với sự phát triển của những nỗ lực sáng tạo ở Ukraina. Ông xếp vị trí thứ 45 trong danh sách 100 cá nhân quyền lực nhất ở Ukraina được tạp chí De Correspondent công bố năm 2006, và xếp vị trí thứ 61 trong danh sách 200 người Ukraina có ảnh hưởng nhất được liệt kê trong đánh giá của tạp chí Fokus năm 2007. Nhà nước đã ban cho ông danh hiệu cao quý nhất, Anh hùng Ukraina, vì những thành tựu mà ông đã đạt được, đưa ông trở thành người Mariupol đầu tiên và duy nhất được trao danh hiệu này. Một bức tượng bán thân bằng đồng để tưởng nhớ ông đã được khánh thành bên ngoài tòa nhà chính của Đại học Kỹ thuật Nhà nước Pryazovskyi tại Mariupol vào ngày 21 tháng 10 năm 2017.
Các giải thưởng và ghi nhận ông nhận được:
- Huân chương Nhà nước Anh hùng Ukraina (18 tháng 7 năm 2003)[12]
- Order of Prince Yaroslav the Wise hạng Năm (24 tháng 8 năm 2013)[13]
- Huân chương Công trạng hạng Nhất (27 tháng 4 năm 2001)[14]
- Huân chương Công trạng hạng Nhì (19 tháng 9 năm 1998)[15]
- Huân chương Công trạng hạng Ba (7 tháng 2 năm 1997)[16]
- Huân chương Danylo Halytskyi (19 tháng 8 năm 2006)[17]
- Huân chương Huy hiệu Danh dự (1974)
- Nhà luyện kim Danh dự của Ukraina (17 tháng 7 năm 1995)[18]
- Giải thưởng Nhà nước Ukraina về Khoa học và Công nghệ (1 tháng 12 năm 1999)[19]
- Được đặt tên cho Sân vận động Volodymyr Boyko (2018)
- Chủ tịch danh dự của FC Mariupol
- Công dân danh dự của Mariupol (1998)[10]
- Công dân danh dự của huyện Krasnohvardiiske